# Taben-Rodt
Taben-Rodt is een plaats in de Duitse deelstaat Rijnland-Palts, en maakt deel uit van de Landkreis Trier-Saarburg.
Taben-Rodt telt 806 inwoners en ligt aan de oever van de rivier de Saar.

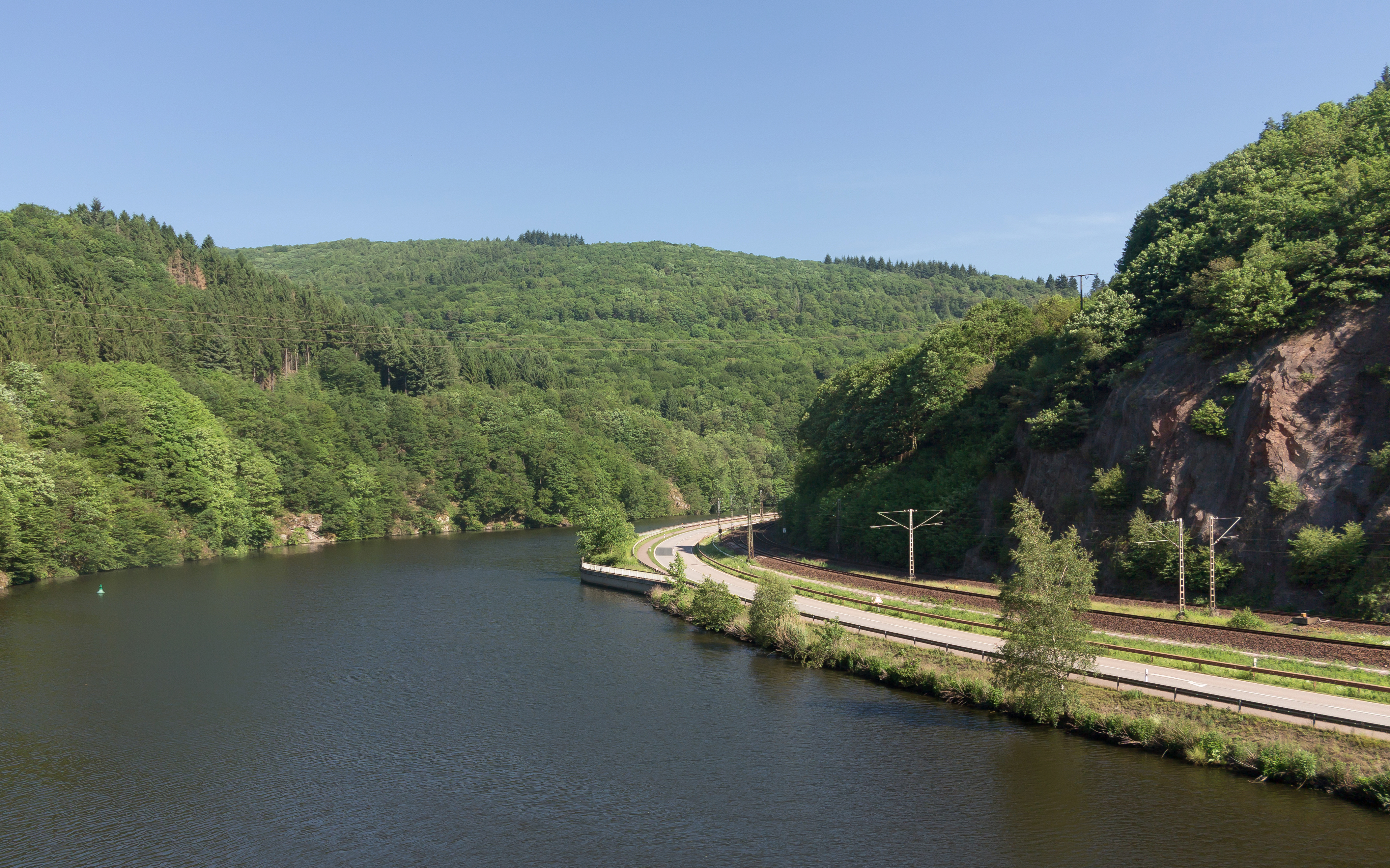
De Saar tussen Taben-Rodt en Saarhölzbach

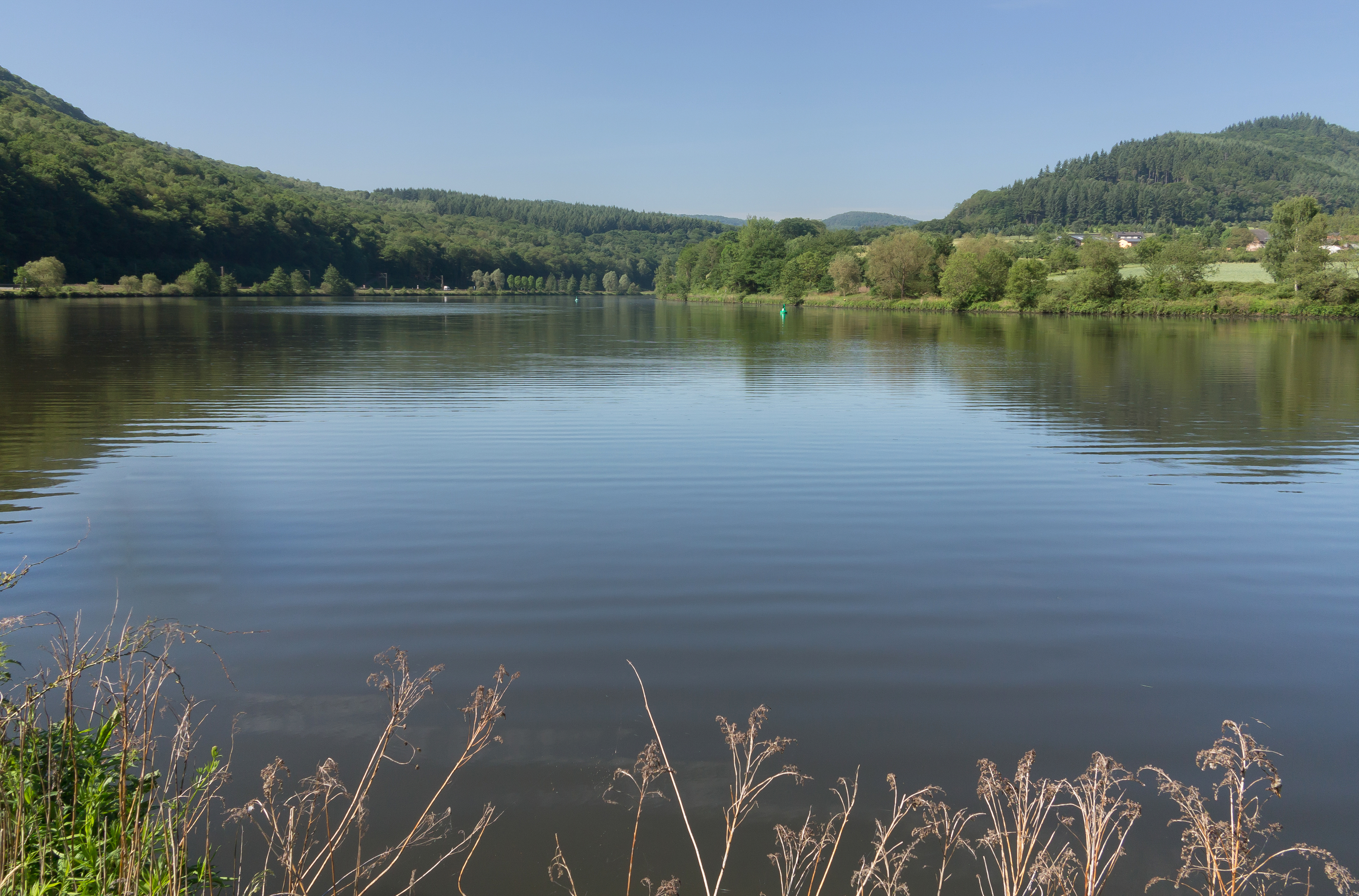
De Saar tussen Taben Rodt en Serrig

## Bestuur
De plaats is een Ortsgemeinde en maakt deel uit van de Verbandsgemeinde Saarburg.